# Milenko Tepić
Milenko Tepić (in serbo Миленко Тепић?; Novi Sad, 27 febbraio 1987) è un ex cestista serbo.

## Carriera
Con la Serbia ha disputato i Campionati mondiali del 2010 e tre edizioni dei Campionati europei (2007, 2009, 2011).

## Palmarès

### Squadra
- Campionato serbo: 4

Partizan Belgrado: 2006-07, 2007-08, 2008-09, 2013-14
- Campionato greco: 2

Panathinaikos: 2009-10, 2010-11
- Coppa di Serbia: 2

Partizan Belgrado: 2008, 2009
- Eurolega: 1

Panathinaikos: 2010-11
- Lega Adriatica: 3

Partizan Belgrado: 2006-07, 2007-08, 2008-09

### Individuale
- MVP Coppa di Serba: 1

Partizan Belgrado: 2008